# Brooklyn McLinn
Brooklyn L. McLinn es un actor estadounidense y exjugador de baloncesto.

## Biografía
Brooklyn McLinn nació en Inglewood, California, pero se crio en Sherman Oaks. Creció en un "dúplex de dos habitaciones y un baño" y tuvo que compartir una habitación con tres hermanos mayores. Comenzó a actuar en la escuela y estudió mucho hasta el punto de graduarse de la escuela secundaria a la edad de 16 años. Decidió seguir una carrera de baloncesto y jugó profesionalmente en el extranjero en Taiwán y México.
McLinn decidió dedicarse a la actuación y reservó papeles en anuncios de televisión como Gatorade, Coors y Domino's Pizza. Hizo apariciones en importantes series de televisión como Justified, Days of Our Lives, Hawthorne, Parenthood y Rules of Engagement.
En 2019, McLinn se unió al elenco de Marvel's Cloak & Dagger para la temporada 2.

## Filmografía

### Cine
| Año  | Título                 | Personajes                    | Notas           |
| ---- | ---------------------- | ----------------------------- | --------------- |
| 2000 | Through Thick and Thin | David                         | Cortometraje    |
| 2003 | Ride or Die            |                               | Directo a video |
| 2004 | Sleepover              | Barman                        |                 |
| 2008 | Smokeless              | Darius                        | Cortometraje    |
| 2009 | Dough Boys             | Nate                          |                 |
| 2009 | See Dick Run           | D-Man                         |                 |
| 2009 | Nobody Knows           | Cinematografía                | Cortometraje    |
| 2010 | The Company We Keep    | Harrison                      |                 |
| 2011 | Friends with Benefits  | Policía                       |                 |
| 2011 | He's Mine Not Yours    | Randy                         |                 |
| 2015 | Sister Code            | Rick                          |                 |
| 2020 | After the Reign        | Matt, presentador de noticias |                 |

### Televisión
| Año       | Título                       | Personajes                   | Notas                                                      |
| --------- | ---------------------------- | ---------------------------- | ---------------------------------------------------------- |
| 1989      | Getting Personal             | Subgerente                   | Episodio: "Bring in 'Da Milo, Bring in 'Da Robyn"          |
| 1989      | Getting Personal             | Steve                        | Episodio: "The Wedding Zinger"                             |
| 2002      | The Shield                   | Dmitri                       | Episodio: "Pilot"                                          |
| 2006      | Eve                          | Mike                         | Episodio: "Diva Day Care"                                  |
| 2007      | All of Us                    | Fitz Escoffrey               | Episodio: "He's Got Game"                                  |
| 2007      | Ghost Whisperer              | Capataz de equipo de rescate | Episodio: "Weight of What Was"                             |
| 2008      | NCIS                         | Sargento Jim Gilroy          | Episodio: "In the Zone"                                    |
| 2008      | Rita Rocks                   | Roger                        | Episodio: "You Gotta Have Friends"                         |
| 2009      | Meteor                       | Médico                       | Miniseries                                                 |
| 2009      | Three Rivers                 | Médico                       | 2 episodios                                                |
| 2009      | Buppies                      | Derek                        | Rol recurrente                                             |
| 2009      | Tyler Perry's House of Payne | Karl el Cantinero            | Episodio: "Till Payne Do We Part"                          |
| 2009-2010 | Diary of a Single Mom        | Sam Sr.                      | Rol recurrente                                             |
| 2010      | Days of Our Lives            | Al                           | 2 episodios                                                |
| 2010      | Sons of Tucson               | Randy bombero                | Episodio: "Ron Quits"                                      |
| 2010      | Hawthorne                    | Evan Whitlock                | Episodio: "Hidden Truths"                                  |
| 2010-2012 | Rules of Engagement          | Dan                          | 3 episodios                                                |
| 2010-2014 | Parenthood                   | Sekou Trussell               | Rol recurrente                                             |
| 2011      | Lbs                          | Mangnum                      | Episodio: "The Other Man"                                  |
| 2011      | Justified                    | Johnson                      | Episodio: "Save My Love"                                   |
| 2011      | Champion Road the Series     | John Merser                  | Miniseries                                                 |
| 2011      | Bones                        | Flannigan                    | Episodio: "The Memories in the Shallow Grave"              |
| 2012      | The Exes                     | Walter                       | Episodio: "Cool Hand Lutz"                                 |
| 2012      | Finding My Obama             | Terrance                     | 1 episodio                                                 |
| 2012      | CSI: NY                      | Tony Davis                   | Episodio: "Misconceptions"                                 |
| 2012      | Family Trap                  | Barry                        | TV piloto                                                  |
| 2013      | The Haves and the Have Nots  | Detective Logan              | 4 episodios                                                |
| 2013      | Rizzoli & Isles              | Tyrell Feeney                | Episodio: "In Over Your Head"                              |
| 2013      | The Hustle                   | Mark                         | Reparto principal                                          |
| 2013      | Love That Girl!              | Melvin                       | Episodio: "The Best Man for the Job"                       |
| 2014      | The Queen Latifah Show       | Guapo Bombero                | Episodio: "Actor Eric Dane y "True Blood's" Ryan Kwanten!" |
| 2014      | Key & Peele                  | Servicio Secreto             | Episodio: "Alien Impostors"                                |
| 2015      | Shameless                    | Oficial Klein                | Episodio: "Crazy Love"                                     |
| 2015      | Welcome to the Family        | Terrence                     | Película de TV                                             |
| 2016      | Goliath                      | Detective Kauzor             | Episodio: "Beauty and the Beast"                           |
| 2016      | Black-ish                    | Napoleón                     | 2 episodios                                                |
| 2016      | The Infamous                 | Lamont Lake                  | TV Piloto                                                  |
| 2017      | Happily Never After          | Nick                         | TV Piloto                                                  |
| 2019      | Cloak & Dagger               | D'Spayre / Andre Deschaine   | Rol recurrente (temporada 2)                               |
| 2023      | Bel-Air                      | Doc Hightower                | Rol recurrente                                             |